# Combat de Hérinnes
Guerre des Paysans
Batailles
- Saint-Nicolas
- 1er Boom
- Merchtem
- Zele
- Malines
- 2e Boom
- Hooglede
- Moorslede
- Zonnebeke
- 1er Diest
- 1er Louvain
- Alost
- Turnhout
- Enghien-Hal
- Hérinnes
- Audenarde
- Leuze
- 2e Louvain
- Ingelmunster
- Duffel
- Herentals
- Arzfeld
- Clervaux
- Amblève
- Stavelot
- Pollare
- Londerzeel
- Kapelle-op-den-Bos
- Bornem
- Meerhout
- 2e Diest
- 3e Diest
- Mol
- Jodoigne
- Marilles
- Beauvechain
- Hélécine
- Kapellen
- Meylem
- Hasselt

Le Combat de Hérinnes se déroule pendant la guerre des Paysans. Le 27 octobre 1798, les Républicains s'emparent d'Hérinnes.

## Déroulement
Après avoir été repoussés le 26 octobre à Enghien et Hal, les insurgés du canton de Hérinnes s'attendent à être attaqués. Dans la nuit du 26 au 27, le tocsin sonne dans une vingtaine de villages dans les environs de Hal, Ninove et Lennik, les paysans se retranchent sur la colline de la Chartreuse de Hérinnes-lez-Enghien. Le 27, la colonne républicaine de Tugnot sort d'Enghien où elle a reçu le renfort d'une colonne de Tournai pendant la nuit. Arrivés à Hérinnes, les Français attaquent les positions insurgées sur trois points. Selon l'administration de Hérinnes, deux coups de canon suffisent à mettre les rebelles en fuite, cependant d'après le récit du général Béguinot, la résistance fut plus opiniâtre et il fallut un long échange de mousqueterie en plus des tirs de l'artillerie pour chasser les insurgés de leur fort. Les rebelles se dispersent dans les communes des environs, où les Français mènent quelques expéditions dans les jours qui suivent. Les Républicains affirment dans leurs rapports n'avoir subi aucune perte dans leurs rangs et d'avoir tué environ 300 insurgés, mais cette estimation est probablement exagérée. Parmi les morts figure Van den Eeckhoudt, le président de l'assemblée des paroisses insurgés,.
| « La colonne d'Enghien s'est portée sur différents points où se trouvaient encore réfugiés quelques brigands; elle a délivré ces cantons de tous les rebelles qu'elle a pu rencontrer, et à qui elle n'a fait aucun quartier. Quelques restes épars d'insurgés s'étaient enfuis du côté de Tirlemont, la plupart ont été atteints, plusieurs d'entre eux au nombre desquels se trouvent quelques prêtres sont conduits dans les prisons de Louvain. » — Rapport du général Beguinot, le 29 octobre 1798. |